# Михайлівська волость (Павлоградський повіт)
Михайлівська волость — адміністративно-територіальна одиниця Павлоградського повіту Катеринославської губернії.
Станом на 1886 рік — складалася з 8 поселень, 8 сільських громад. Населення 2431 — осіб (1237 осіб чоловічої статі та 1196 — жіночої), 589 дворових господарств.
|                     | Площа, десятин | У тому числі орної, десятин |
| ------------------- | -------------- | --------------------------- |
| Сільських громад    | 3608           | 1401                        |
| Приватної власності | 14980          | 4498                        |
| Іншої власності     | 367            | 160                         |
| Загалом             | 18955          | 6059                        |

Найбільші поселення волості:
- Михайлівка (Куликівка) — село при річці Бритай за 62 верст від повітового міста, 635 осіб, 137 дворів, православна Церква, лавка. За 7 верст — залізнична станція Лозова-Азовська. За 13 верст — залізничний полустанок Нелюбівка.
- Веселе (Герсеванова) — село при річці Лозовій, 436 осіб, 125 дворів, лавка.
- Катеринівка (Панютина) — село при річці Лозовій, 429 осіб, 104 двори, 2 лавки, паровий млин.
- Іванівка (Святловське) — село при річці Лозовій, 77 осіб, 22 двори, православна Церква.
- Смирне (Нелюбова) — село при річці Бритай, 365 осіб, 64 двори, православна Церква, ярмарок.